# トム＝イェルト・スラフテル
トム＝イェルト・スラフテル（Tom-Jelte Slagter、1989年1月7日 - ）は、オランダ、フローニンゲン出身の自転車競技（ロードレース）選手

## 来歴
2008年
- ロンド・ファン・オーファーアイセル 90位

2009年
2010年
- オランダ選手権 U23・個人ロードレース 優勝

2011年、ラボバンクと契約。
2012年
- グランプリ・シクリスト・ド・ケベック 5位

2013年
- ツアー・ダウンアンダー
  - 総合優勝
  - 新人賞
  - 区間1勝(第3)
  - 区間表彰台1回(第5)
  - 区間入賞1回(第2)
- グランプリ・シクリスト・ド・ケベック 7位
- ツール・ド・レン 9位

2014年､ガーミン・シャープに移籍｡
2017年
- ツアー・オブ・オーストリア　区間優勝（第2ステージ）

2018年、チーム・ディメンションデータに移籍。
- ツアー・ダウンアンダー　総合3位